# Savignac, Gironde
Savignac là một xã thuộc tỉnh Gironde trong vùng Aquitaine tây nam nước Pháp. Xã này nằm ở khu vực có độ cao từ 27-106 mét trên mực nước biển.